# Massacre (groupe américain)
Pour les articles homonymes, voir Massacre.
Massacre est un groupe de death metal américain, originaire de Tampa, en Floride. Au fil de leur carrière, les membres du groupe se forment et se séparent à de nombreuses reprises. Le groupe se sépare de nouveau en décembre 2014 pour se reformer en décembre 2016.

## Biographie
Massacre est formé en 1984 à Tampa, Floride, à l'initiative d'Allen West, Bill Andrews, Rick Rozz et Terry Butler, bientôt rejoints par Kam Lee. Ils se séparent et se reforment à plusieurs reprises. En 1987, Rozz, Andrews et Buttler rejoignent le groupe Death, mais Massacre se reforme en 1989 et sort en 1991 son premier album, From Beyond publié au label Earache Records. Un an plus tard sort l'EP Inhuman Condition, auquel participe Cronos de Venom, cette période du groupe avec ces deux sorties restera leur age d'or. En 1993 le groupe se sépare à nouveau brièvement pour se reformer en 1993 à l'initiative de Lee et Rozz, Butler et Andrews ayant jeter l'éponge. 
Le groupe se sépara une nouvelle fois peu de temps après la sortie en 1996 de l'album Promise, mal accueilli par la presse spécialisée. 
Kam Lee ressuscite le groupe en 2007 apres plus de 10 ans de sommeil. Le line-up regroupé se compose alors de trois membres de son autre formation, Denial Fiend, ainsi que du guitariste Steve Swanson qui avait déjà accompagné le groupe en tournée en 1992. Les deux groupes tourneront ensemble à l'automne. Bien que Kam Lee ait annoncé au début de l'été 2008 sa volonté de démanteler le groupe pour ne plus se concentrer que sur Denial Fiend, Massacre donnera tout de même un concert lors du Wacken Open Air. 
En 2011, Rick Rozz et Terry Butler reforme a nouveau le groupe, cette fois sans Kam Lee, avec Mike Mazzonetto à la batterie et Ed Webb au chant. En 2012, ils signent avec le label Century Media Records. La sortie d'un 7" est annoncée à l'occasion de leur participation au festival de Wacken en Allemagne.
En 2014 le groupe sort un nouvel album, Back from Beyond. Le 11 décembre 2014, le bassiste Terry Butler et le chanteur Ed Webb quittent le groupe. Par conséquent, Massacre se sépare de nouveau,.
En décembre 2016, Rick Rozz reforme une énième fois Massacre, toujours au côté du batteur Mike Mazzonetto, et avec le retour chanteur d'origine du groupe Kam Lee, cela faisait 20 ans que lui et Rick Rozz n'avait pas joué ensemble. Un nouveau bassiste, Michael Grim, vient compléter le groupe. Menacé de poursuites devant les tribunaux par d'autres anciens membres du groupe, ils changent leur nom pour Gods of Death en avril 2017.

## Membres

### Derniers membres
- Rick Rozz - guitare (1984-1987) (1989-1996) (2011-2014) (2016-présent)[7]
- Mike Mazzonetto - batterie (2011-2014) (2016-présent)[7]
- Kam Lee – chant (1984–1987) (1989-1996) (2006–2008) (2016-présent)[7]
- Michael Grim - basse (2016-présent)

### Anciens membres
- Terry Butler – basse (1986-1987) (1990–1993) (2006–2007) (2011–2014)[7]
- Michael Borders – basse (1984–1986)[7]
- Bill Andrews – batterie (1984–1987) (1990-1993)[7]
- Allen West – guitare (1984–1986)[7]
- J.P. Chartier – guitare (1984)[7]
- Rob Goodwin – guitare (1986)[7]
- Joe Cangelosi – batterie (1989-1990)[7]
- Butch Gonzales – basse (1989-1990)[7]
- Steve Swanson – guitare (1991–1993, 2006–2007)[7]
- Syrus Peters – batterie (1994-1996)[7]
- Pete Sison – basse (1994-1996)[7]
- Sam Williams – guitare (2007-2008)[7]
- Curtis Beeson – batterie (2007-2008)[7]
- Ed Webb – chant (2011–2014)

## Discographie

### Albums studio
- 1991 : From Beyond
- 1996 : Promise
- 2014 : Back from Beyond
- 2021 : Resurgence
- 2024 :  Necrolution

### EPs
- 1992 : Inhuman Condition
- 2012 : Condemned to the Shadows

### Démos
- 1986 : Aggressive Tyrant (auto-produite)
- 1986 : Chamber of Ages (auto-produite)
- 1990 : Second Coming (auto-produite)

### Compilations
- 2006 : Tyrants of Death (Iron Pegasus)
- 2008 : The Second Coming (Hell's Headbangers)